# 馮安 (天順進士)
馮安（1434年—？），字汝止，浙江湖州府德清縣人，明朝政治人物。進士出身。

## 生平
景泰七年（1456年）丙子科浙江鄉試第三十七名。天順元年（1457年）丁丑科會試第一百五十二名，殿試登進士第二甲第六十五名。

## 家族
曾祖父馮信忠。祖父馮善卿，贈經歷。父亲馮遵道，曾任都察院經歷。